# Кемал Стафа (стадион)
„Кемал Стафа“ в гр. Тирана е националният стадион и най-големият футболен стадион в Албания.
Построен е през 1946 г. и разполага с капацитет от 19 700 седящи места. Приема домакинските мачове на 2 местни футболни клуба – СК „Тирана“ и КС „Динамо“ (Тирана), както и на Националния отбор по футбол на Албания.
|  | Тази страница частично или изцяло представлява превод на страницата Qemal Stafa Stadium в Уикипедия на английски. Оригиналният текст, както и този превод, са защитени от Лиценза „Криейтив Комънс – Признание – Споделяне на споделеното“, а за съдържание, създадено преди юни 2009 година – от Лиценза за свободна документация на ГНУ. Прегледайте историята на редакциите на оригиналната страница, както и на преводната страница, за да видите списъка на съавторите. ВАЖНО: Този шаблон се отнася единствено до авторските права върху съдържанието на статията. Добавянето му не отменя изискването да се посочват конкретни източници на твърденията, които да бъдат благонадеждни. |